# Diedersdorf (Vierlinden)
Diedersdorf è una frazione del comune tedesco di Vierlinden, nel Land del Brandeburgo.

## Storia
Il 26 ottobre 2003 il comune di Diedersdorf venne soppresso e fuso con i comuni di Friedersdorf, Marxdorf e Worin, formando il nuovo comune di Vierlinden.

## Monumenti e luoghi d'interesse
Castello (Gutshaus)Risalente a metà del Settecento e modificato in forme neoclassiche nell'Ottocento.
Chiesa (Dorfkirche)Costruita dopo il 1870 in stile neoromanico e gravemente danneggiata nella seconda guerra mondiale.